# Tiroteo en la clínica Warren
El 1 de junio de 2022, un hombre armado disparó y mató a cuatro personas en el edificio Natalie, cerca de la Clínica Warren en Tulsa, Oklahoma. Se informa que el tiroteo ocurrió en el segundo piso del edificio, en el centro ortopédico, y las víctimas fueron tanto el personal como los pacientes. El Departamento de Policía de Tulsa confirmó justo antes de las 6:00 p. m. CDT que el tirador murió por lo que creían que era una herida de bala autoinfligida. La policía describió al perpetrador como un hombre afroamericano que se cree que tenía entre 35 y 40 años, y estaba armado con un rifle y una pistola. El Departamento de Policía de Tulsa notificó al Departamento de Policía de Muskogee que una bomba pudo haber sido colocada en un área residencial en Muskogee.
El Capitán Richard Meulenberg del Departamento de Policía de Tulsa describió el ataque como deliberado y dijo: «No fue al azar» y que «Este no era un individuo que simplemente decidió que quería ir a buscar un hospital lleno de gente al azar. Deliberadamente tomó la decisión de venir aquí y sus acciones fueron deliberadas».

## Respuestas
El gobernador Kevin Stitt calificó el tiroteo como «un acto de violencia y odio sin sentido». El alcalde de Tulsa, GT Bynum, expresó su «profunda gratitud» por la «amplia gama de socorristas que no dudaron hoy en responder a este acto de violencia».